# Rodrigo Arroz
Rodrigo Antônio Magalhães Alves Pereira (Valença, 21 de março de 1984), mais conhecido como Rodrigo Arroz, é um ex-futebolista brasileiro que atuava como zagueiro e volante.

## Carreira

### Flamengo
Rodrigo Arroz começou jogando como zagueiro, no Flamengo em 2000, e já foi Campeão da Taça Belo Horizonte de Juniores 2003. 
Pelo profissional, o jogador estreou em 2005, e desde então, vinha conquistando seu espaço, e ficando no elenco mesmo com diversos treinadores passando pela equipe. Rodrigo jogou mais de 70 partidas disputadas pelo Fla, mesmo assim, não conseguiu se manter no posto titular durante várias temporadas. 
Em 2008 teve poucas chances na equipe até ser vendido para o Belenenses de Portugal.

### Belenenses
Assinou o contrato de três temporadas com a equipe, porém, já na primeira temporada com a camisa do time português, amargou o rebaixamento para a segunda divisão do campeonato nacional. 

### Grêmio Barueri e Guarani
Depois de três anos na Europa, em 2011 começou a atuar pelo Grêmio Barueri. Já no Guarani, participou da Série B deste mesmo ano.

### Boa Esporte
Acertou para 2013, com o Boa Esporte, após o Campeonato Mineiro.

### Linense
Em 2014, acertou com o Linense. 

### Caxias
Em 2015, Rodrigo Arroz foi jogar no Caxias para disputar o Campeonato Gaúcho e também a Série C.

### Paulista e Sampaio Corrêa
Em 2016 o zagueiro trocou de estado e foi jogar em São Paulo pelo Paulista disputando a A2, e em março do mesmo ano pegou suas malas e foi defender as cores do Sampaio Corrêa na Série B.

### Tigres do Brasil
No primeiro semestre de 2017 voltou para jogar o Campeonato Carioca para defender o Tigres do Brasil.

### Operário-MS
Em 2018, aceitou o desafio de levar o tradicional Operário-MS de Campo Grande a buscar o título estadual depois de quase 21 anos, fato que foi consumado.

### Primavera
Acertou com o Primavera de Indaiatuba para a temporada 2020.

## Títulos
Flamengo
- Taça BH de Futebol Junior: 2003
- Copa do Brasil: 2006
- Troféu 100 Anos do Hospital Souza Aguiar: 2007
- Taça Guanabara: 2007 e 2008
- Campeonato Carioca: 2007 e 2008

Operário-MS
- Campeão Sul-Mato-Grossense: 2018